# Alsácia Atanásio Nhacumbe
Alsácia Atanásio Nhacumbe (Mozambique, siglo XX) es una veterinaria mozambiqueña, directora del Centro Nacional de Biotecnología y Biociencias de Mozambique. Fue la primera mujer en doctorarse en ciencias veterinarias en su país.

## Biografía
Tuvo la oportunidad de acceder a educación primaria y secundaria. Sus notas académicas le brindaron la oportunidad de acceder a beca para realizar estudios universitarios. En 1990 obtuvo su grado en Medicina Veterinaria por la Universidad Eduardo Mondlane, Mozambique. En el año 2000 se doctoró en Ciencias Veterinarias de la Universidad Médica del Sur de África, Pretoria, Sudáfrica. Fue la primera mujer mozambiqueña en doctorarse en ciencias veterinarias. En el año 2018 realizó un postdoctorado en biología molecular por la Universidad Federal de Bahía, Brasil.

### Trayectoria profesional
Entre los años 1988 a 2005 fue investigadora, como parasitóloga, en el Instituto Nacional de Investigaciones Veterinarias. Secretaria ejecutiva del Consejo Técnico de Investigaciones Agropecuarias entre los años 2003 y 2005. En 2006  trabajó como directora ejecutiva del Fondo Nacional de Investigaciones, donde estuvo hasta el año 2013. En 2023, y desde el año 2015, era  directora del Centro Nacional de Biotecnología y Biociencias de Mozambique.
Ha participado de congresos nacionales e internacionales y ha recibido premios por algunas de sus destacadas publicaciones de investigación. En su trabajo de investigadora, así como de responsable de políticas y decisiones,  ha visitado más de 26 países en todo el mundo: Austria, Australia, Botsuana, Brasil, Canadá, Costa Rica, Dinamarca, Etiopía, etc.
Fue miembro de distintas organizaciones: Consejo Editorial del Global Journal of Veterinary Care and Research, con sede en Illinois, Chicago, EE. UU. desde 2019. También formó parte de la Asociación Mundial para el Avance de la Parasitología Veterinaria. Presidió el Consejo Científico y Deontológico de la Asociación Veterinaria de Mozambique, entre los años 2000 y 2009. Fue experta del Equipo de Diseño Global de la Evaluación Internacional de Ciencia y Tecnología Agrícolas para el Desarrollo entre 2004 y 2015. Y experta del Equipo de Diseño Subsahariano de la Evaluación Internacional de Ciencia y Tecnología Agrícolas para el Desarrollo, de 2004 a 2008. En las mismas fechas representó a Mozambique en la Mesa de la Evaluación Internacional de la Ciencia y Tecnología Agrícolas para el Desarrollo.

## Premios y reconocimientos
- 2020 Premio "científica del año" en ciencias veterinarias. International Achievements Research Center con sede en EEUU.[4]